# クルスク
クルスク（ロシア語: Курск, ラテン文字転写: Kursk クールスク）は、ロシア・クルスク州の州都。人口は約44万人（2021年）。工業都市であり、冶金、機械、化学工業が盛ん。中央区、セイム区、鉄道区の3つの区に分けられている。黒土地帯の中心で交通の要所であり高速道路M2が走る。
第二次世界大戦中に独ソ両軍による大規模な戦闘（クルスクの戦い）が行われた。
近郊の村オブホーフカで、日本に縁の深い詩人、ヴァスィリー・エロシェンコが生まれ、また没した。

## 歴史
クルスクはデスナー川の最大の支流セイム川にクル川が流れ込むところにある。クルスクの名前も、クル川に由来する。
古くよりスラブ人の要塞があったと考えられるが、クルスクの名が最初に記録に登場するのは1032年のことである。12世紀末の人物イーゴリ・スヴャトスラヴィチ公のポロヴェツ人に対する遠征を描いた『イーゴリ軍記』にもスラブ人の町の一つとして登場している。
小さな公国（クルスク公国）の首都であったクルスクは12世紀と13世紀にはポロヴェツ人の相次ぐ攻撃で荒廃し、1237年頃にはモンゴル帝国のバトゥ率いる軍の攻撃で壊滅した。クルスクが再建されたのは遅くとも1283年頃のことである。1508年にはモスクワ大公国に併合され、その最南部の守りを固める要地となった。クルスクはウクライナ地方とのトウモロコシ交易で栄え、クルスクの生神女修道院の城壁の下で年に一度大きな定期市が建つことでも知られた。

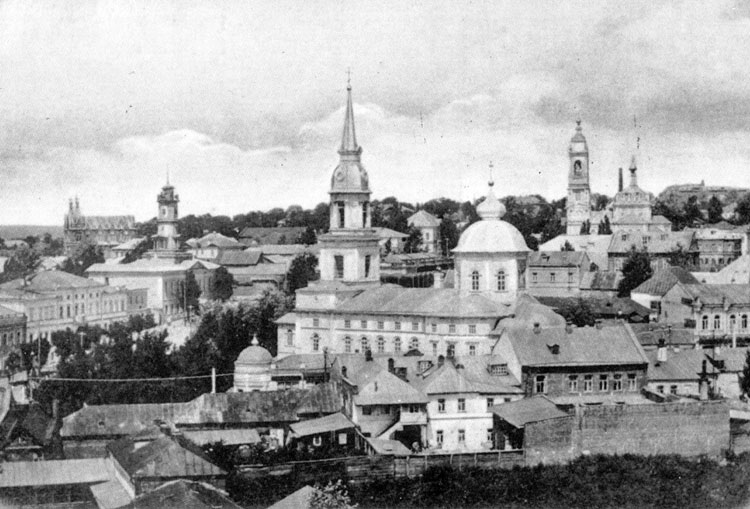
ロシア革命以前のクルスク

ソビエト連邦時代には、クルスクは付近の豊富な鉄鉱床の存在から重要視され、ロシア南西部の鉄道の中心地となった。第二次世界大戦中にはドイツ軍と赤軍の激戦地となっている（クルスクの戦い）。
クルスク州とその周辺の州は、コンパスが狂うほどのクルスク磁気異常現象 (Kursk Magnetic Anomaly：KMA) でも有名である。

## 交通
道路
- ロシア連邦道路M2

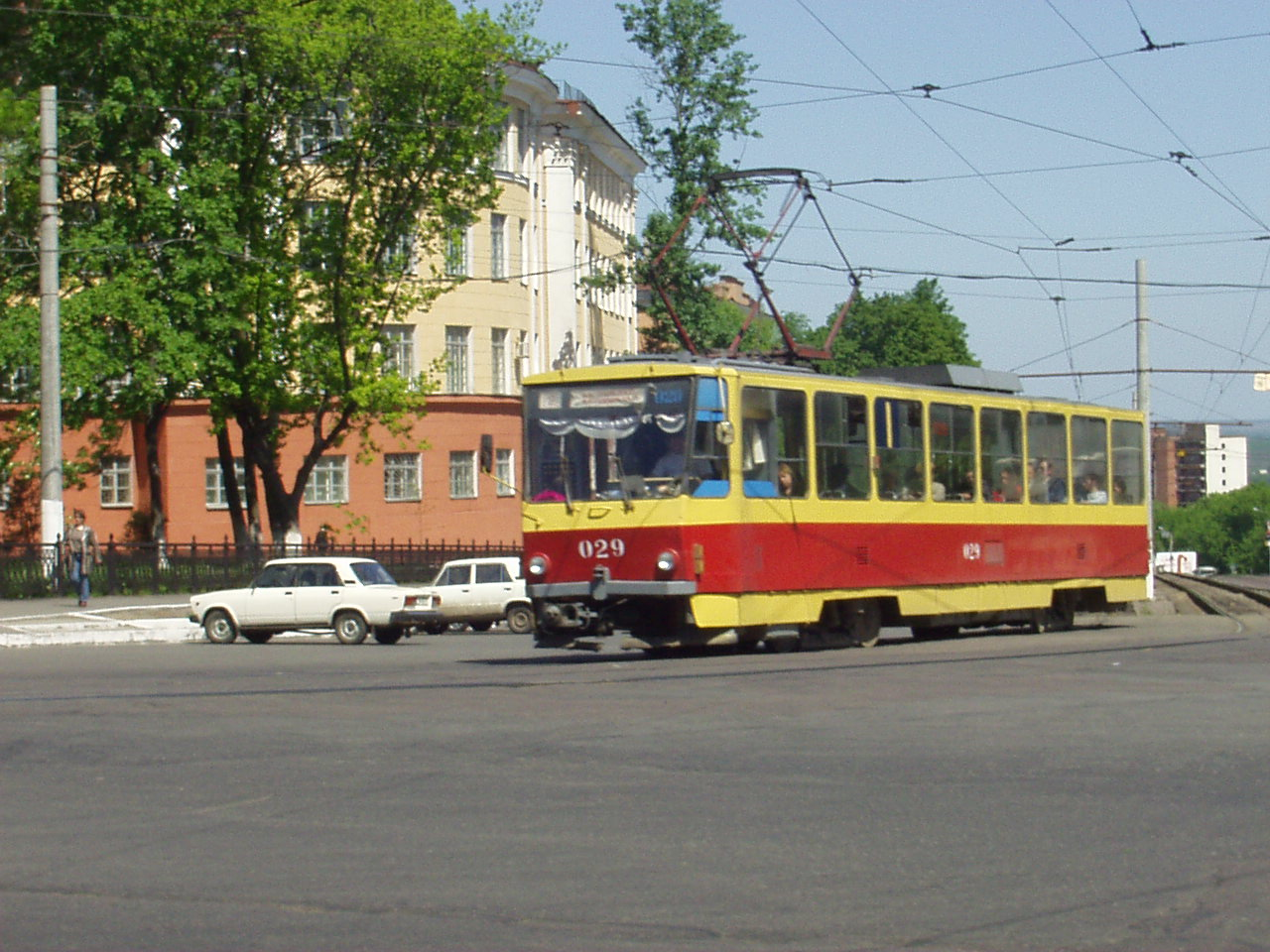
クルスク市電

市バス

- Р298 (автодорога)（ロシア語版）(2010年にA144から分割しR298となった) ‐ クルスク-ヴォロネジ-ボリソグレブスクを繋ぐ高速道路であり、ヨーロッパルートE38（英語版）の一部である。
- Р199（R199）は、ウクライナへ行く道路である。

鉄道
- クルスク市電
- ロシア鉄道の駅としてクルスク駅（ロシア語版）があり、モスクワ -ハリコフとヴォロネジ -キエフの路線上にある。他にセイムスキー区 (クルスク)（ロシア語版）にあるРышково (станция)（ロシア語版）があるが貨物のみに利用される。

空路
- クルスク・ボストチヌイ空港（英語版） - 元は軍用基地だが、商業空港として国際線の発着にも利用される軍民共用空港（英語版）である。

## 著名な出身者
- ゲオルギー・スヴィリードフ：作曲家
- アレクサンドル・ルツコイ：軍人・政治家

## 姉妹都市
- ヴィッテン、ドイツ
- シュパイアー、ドイツ
- ツヴァイブリュッケン、ドイツ
- Chern、ロシア
- トチェフ、ポーランド
- en:Dębno、ポーランド
- ニシュ、セルビア
- ウジツェ、セルビア
- スームィ、ウクライナ
- フェオドシヤ、ウクライナ
- ティラスポリ、モルドバ
- ビルジャイ、リトアニア
- ホメリ、ベラルーシ
- Pastavy、ベラルーシ
- Novohrad-Volynskyi、ウクライナ